# Rodrigo Murillo
Rodrigo Murillo (20 de maio de 1986) é um remador argentino, medalhista de prata nos Jogos Pan-Americanos de 2007 no "skiff duplo" e campeão na edição seguinte em Guadalajara 2011 no "quatro sem".